# Vlag van de Fédération Internationale des Associations Vexillologiques

Vlag van de Fédération Internationale des Associations Vexillologiques, ontworpen door Klaes Sierksma

De vlag van de Fédération Internationale des Associations Vexillologiques (FIAV) werd oorspronkelijk ontworpen door Klaes Sierksma en licht aangepast door het organisatiecomité van het Tweede Internationale Congres voor Vexillologie. De vlag werd geïntroduceerd op 3 september 1967. De vlag kan als volgt worden beschreven: Op een blauw veld, horizontaal van broek naar vlucht, twee gele vallijnen die twee in elkaar gevlochten lussen vormen. De gevormde knoop is een schootsteek. De kleur blauw is gedefinieerd als Pantone Matching System U293 en de kleur geel is gedefinieerd als Pantone Matching System U123.

## Vlaggen van de bestuursleden van FIAV
De vlaggen voor de drie bestuursleden werden in 1999 goedgekeurd en zijn ontworpen door William Crampton, de voormalige voorzitter van FIAV.

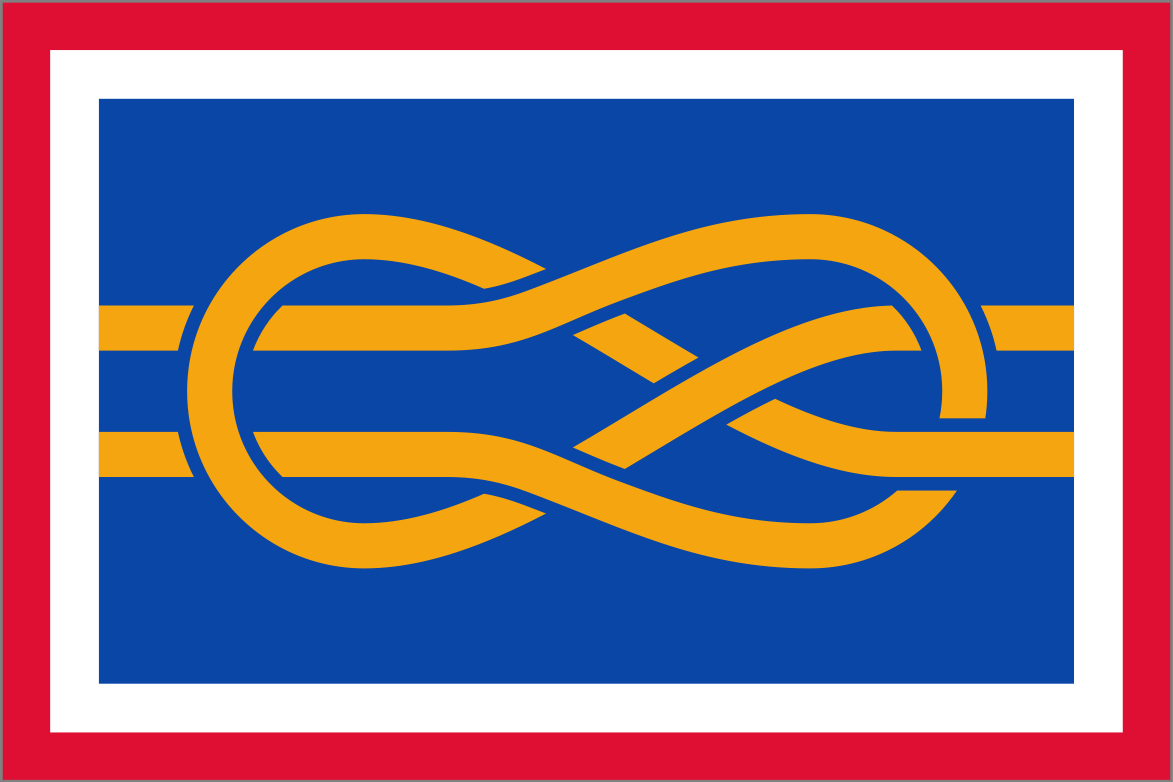
De vlag van de voorzitter van FIAV.
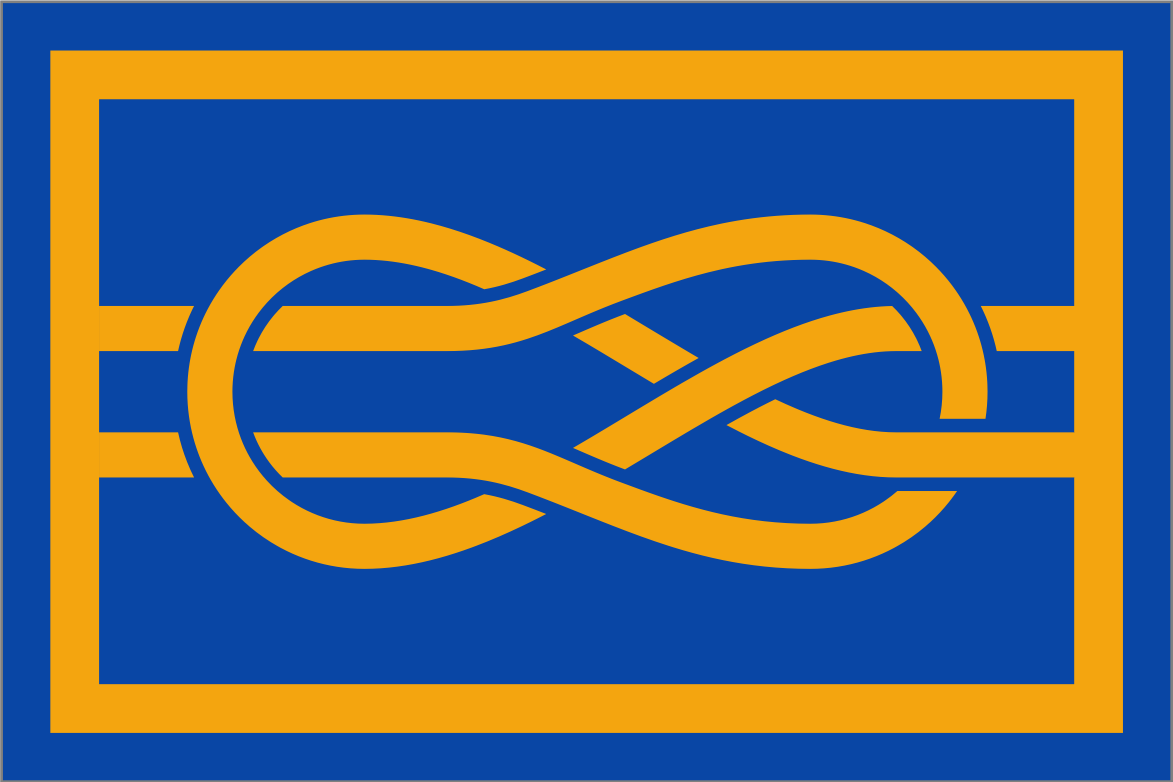
De vlag van de secretaris-generaal van FIAV.
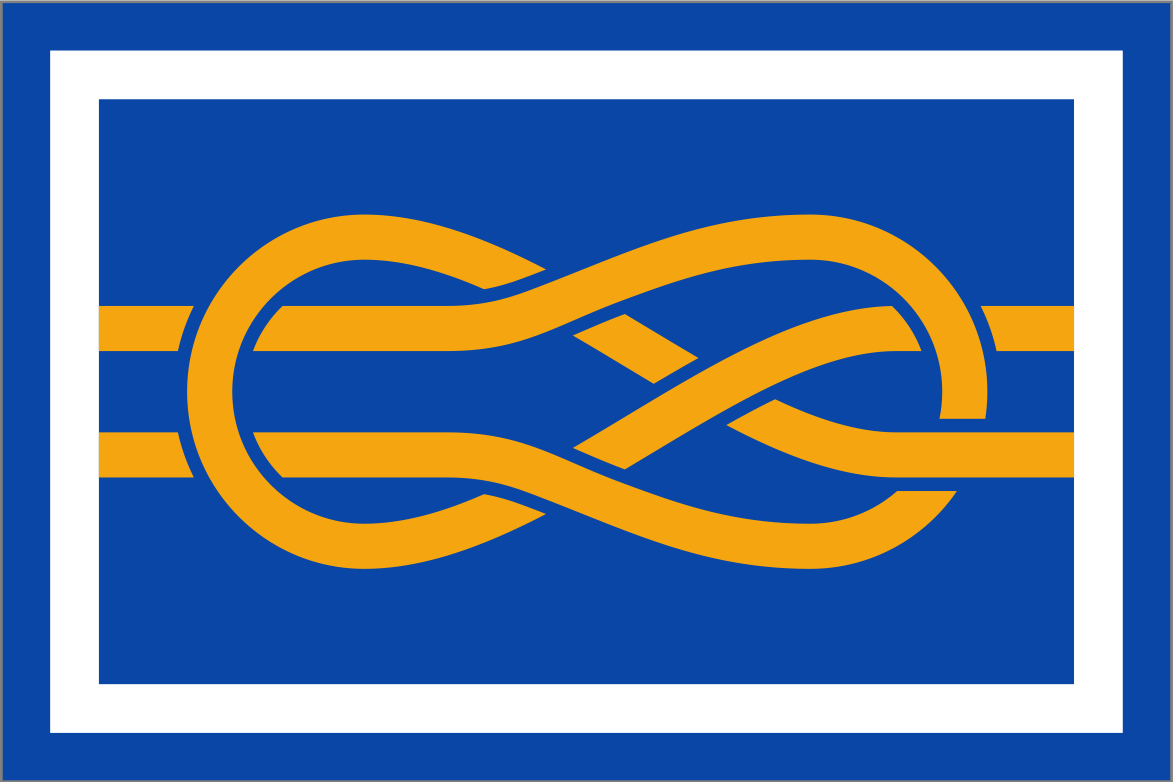
De vlag van de secretaris-generaal voor congressen.